# Liste der Biografien/Ws
Liste der Biografien |
Portal Biografien |
Personensuche
# |
A |
B |
C |
D |
E |
F |
G |
H |
I |
J |
K |
L |
M |
N |
O |
P |
Q |
R |
S |
T |
U |
V |
W |
X |
Y |
Z |
?
 
Wa |
Wc |
Wd |
We |
Wh |
Wi |
Wj |
Wl |
Wn |
Wo |
Wr |
Ws |
Wt |
Wu |
Ww |
Wy |
Wz
Die Liste der Biografien führt alle Personen auf, die in der deutschsprachigen Wikipedia einen Artikel haben. Dieses ist eine Teilliste mit 11 Einträgen von Personen, deren Namen mit den Buchstaben „Ws“ beginnt.

## Ws

### Wsc
- Wscheschtsch, Jewhen (1853–1917), ukrainischer Landschaftsmaler und Grafiker

### Wse
- Wsechswjatskyj, Serhij (1905–1984), ukrainisch-sowjetischer Astronom und Hochschullehrer
- Wsewolod I. (1030–1093), Großfürst der Kiewer Rus
- Wsewolod II. (1104–1146), russischer Großfürst der Kiewer Rus
- Wsewolod III. (1154–1212), Großfürst von Wladimir aus dem Geschlecht der Rurikiden
- Wsewolod Wladimirowitsch, erster Fürst von Wolhynien
- Wsewolodowitsch Monomach, Wladimir (1053–1125), Kiewer Großfürst
- Wsewoloschski, Iwan Alexandrowitsch (1835–1909), russischer Theaterdirektor, Librettist, Schriftsteller und Museumsdirektor

### Wsz
- Wszoła, Jacek (* 1956), polnischer Hochspringer
- Wszołek, Paweł (* 1992), polnischer Fußballspieler
- Wszolek, Thorsten (* 1975), deutscher Komponist, Musikarrangeur, Dirigent, Schauspieler, Regisseur und TheaterautorThorsten Wszolek (* 1975)

Thorsten Wszolek (* 1975)